# Medinella albifrons
Medinella albifrons är en tvåvingeart som beskrevs av Malloch 1938. Medinella albifrons ingår i släktet Medinella och familjen parasitflugor. Inga underarter finns listade i Catalogue of Life.